# فرار از دانمورا
فرار در دانمورا (انگلیسی: Escape at Dannemora) مینی‌سریالی است ساخته‌شده بر اساس فرار از تأسیسات اصلاحی کلینتون ۲۰۱۵ که پخش آن از شبکه شوتایم و در ۱۸ نوامبر ۲۰۱۸ آغاز شد. کارگردان این سریال بن استیلر است و از بازیگران آن می‌توان به بنیسیو دل تورو، پاتریشا آرکت و پل دینو اشاره کرد.